# 一畑自動車道
一畑自動車道（いちばたじどうしゃどう）は、島根県出雲市一畑口から、一畑寺（一畑薬師）へのアクセス道路として一畑電気鉄道により建設された有料道路（現在は無料）である。

## 概要
戦前に不要不急路線として撤去・休止された一畑口 - 一畑間の鉄道路線（1960年（昭和35年）に廃止）に代わり、モータリゼーションの流れに沿って一畑電気鉄道により一畑自動車道が1961年（昭和36年）に開設された。
一畑自動車道の開設と共に遊園地一畑パークが開園され当初は賑わったが、レジャーの多様化の波に逆らえず一畑パークが1979年（昭和54年）に閉園したことから、一畑自動車道も収益悪化により共に廃止・開放された。なおこのとき、一畑自動車道は一畑寺が買収後、出雲市に無償譲渡している。
現在は島根県道23号斐川一畑大社線の一部となっている。

## 沿革
- 1961年（昭和36年）8月：一畑電気鉄道により開設[2]。
- 1962年（昭和37年）4月：自動車道事業として営業を開始[2]。
- 1975年（昭和50年）4月：一畑口 - 一畑坂下間 3,276mを廃止・開放。
- 1979年（昭和54年）9月：残りの区間を廃止・開放。